# کوه موسی (مراکش)
کوه موسی (به فرانسوی: Djebel Musa) یک کوه در مراکش است که در استان فحص انجره واقع شده‌است. کوه موسی ۸۴۲ متر بالاتر از سطح دریا واقع شده‌است.